# Anthodiscus
Anthodiscus es un género de plantas con flores  perteneciente a la familia Caryocaraceae. Es originario del sur de América tropical. Comprende 13 especies descritas y de estas, solo 10 aceptadas.

## Descripción
Son árboles o arbustos con hojas perennes, compuestas, coriáceas, pecioladas. Las flores son hermafroditas en inflorescencias o racimos terminales. Los frutos son drupas.

## Taxonomía
El género fue descrito por Georg Friedrich Wilhelm Meyer y publicado en Primitiae Florae Essequeboensis . . . 193–194. 1818. La especie tipo es: Anthodiscus trifoliatus G.Mey.

## Especies aceptadas
A continuación se brinda un listado de las especies del género Anthodiscus aceptadas hasta octubre de 2013, ordenadas alfabéticamente. Para cada una se indica el nombre binomial seguido del autor, abreviado según las convenciones y usos.
- Anthodiscus amazonicus Gleason & A.C.Sm.
- Anthodiscus chocoensis Prance
- Anthodiscus fragrans Sleumer
- Anthodiscus klugii Standl. ex Prance
- Anthodiscus mazarunensis Gilly
- Anthodiscus montanus Gleason
- Anthodiscus obovatus Benth. ex Wittm.
- Anthodiscus peruanus Baill.
- Anthodiscus pilosus Ducke
- Anthodiscus trifoliatus G.Mey.